# Покровский переулок (Одесса)
Покровский переулок — улица в исторической части Одессы, от улицы Жуковского до Троицкой улицы.

## История
Название получил в 1820 году по Покровской церкви, находившейся в начале улицы (ныне место занимает здание школы № 119). Деревянная старообряческая церковь на том месте известна с 1797 года. В 1813 году она начала перестраиваться в большой единоверческий храм, в 1822 году он был освящён. Богослужение велось на русском и украинском языках, в храм заходил Марко Черемшина. В 1860 году была возведена колокольня. В 1930-е годы храм был снесён (сохранилась часть ограды).
На улице строили известные архитекторы, в частности, Мазиров (построенный им дом на месте современного д. 33 по улице Жуковского не сохранился).
С 1937 по 1941, и с 1944 по 1999 год назывался переулком Грибоедова. 14 сентября 1999 года был переименован в честь Романа Шухевича. 26 мая 2008 года историческое название было возвращено.

## Достопримечательности
- д. 3 — Жилой дом (1847, архитектор И. Даллаква)
- д. 5 — Доходный дом Тригера, жили родители Веры Инбер, а в 1888—1895 — воспитывавшийся в их семье Лев Троцкий
- д. 8 — дом Филюрина (1890)
- д. 11 — Изолятор временного содержания Управления СБУ в Одесской области
- д. 47 (Еврейская улица) — 1830-е, архитектор Ф. К. Боффо